# Giambattista Nolli

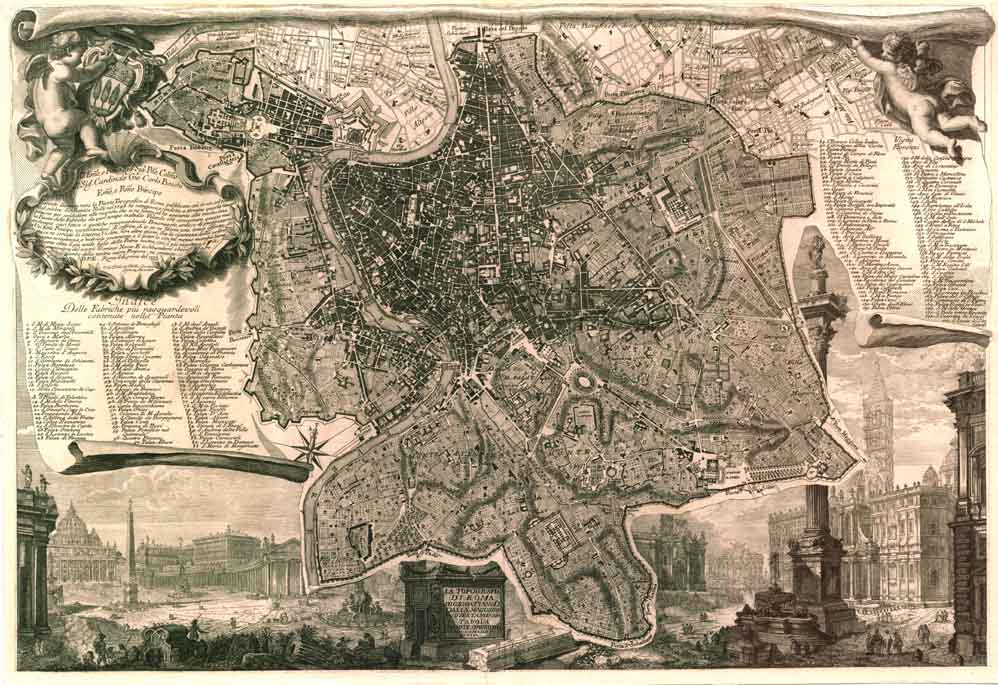
El mapa Nolli (2.º mapa reducido), 1748.

Giambattista Nolli (o Giovanni Battista, 9 de abril de 1701-1 de julio de 1756) fue un arquitecto y topógrafo italiano. 

## Biografía
Nacido en Como se trasladó a Roma gracias al mecenazgo de algunos miembros de las familias patricias Albani y Corsini. 
Como arquitecto trabajó en las iglesias de Sant´Alessio en el Monte Aventino (1743) y en la iglesia de Santa Dorotea en el Trastevere (1751-1756).
En Roma dedicó su vida a documentar la arquitectura y el urbanismo de esta ciudad en la que vivió hasta su muerte. 
El fruto de este trabajo entre 1736 hasta su publicación en 1748 fue “La Pianta Grande di Roma” (el Gran Plano de Roma), uno de los planos iconográficos más reveladores y mejor diseñados de todos los tiempos, una verdadera obra de arte.
Este encargo del Papa Benedicto XIV tenía como finalidad ayudar a definir de una forma exacta las demarcaciones de los 14 tradicionales “rioni” o distritos de la ciudad.
El Mapa Nolli es un plano iconográfico de la ciudad, una visión opuesta a la vista de pájaro en perspectiva, que era hasta entonces el tipo de representación cartográfica que se realizaba. Giambattista Nolli no solamente se convirtió en el primero en realizar un mapa iconográfico sino que su plano se convirtió en modelo a copiar y referente para los planos de ciudad producidos posteriormente. El mapa de Nolli fue usado por la administración para el planeamiento de la ciudad de Roma y como mapa base para todos los levantamientos y planeamientos hasta 1970.

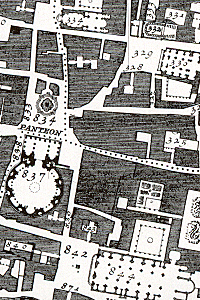
El Panteón, detalle del mapa Nolli.

El mapa de Nolli puede recordar al mapa de Bufalini de 1551, una xilografía, con el que Nolli invitaba a compararse. Aunque los mapas de Roma de Antonio Tempesta y Giovanni Battista Falda son excepcionales por la claridad de su representación, para Nolli el mapa de Bufalani era mucho más significativo y de una enorme importancia ya que era el primer mapa desde la antigüedad que representaba la ciudad de un modo iconográfico y empleaba las plantas bajas de las edificaciones públicas para situarlas, técnica que Nolli hizo famosa. Aunque este plano sirvió claramente de modelo, el realizado por Nolli contenía numerosas innovaciones.
En primer lugar Nolli reorienta la ciudad desde el este (que era la posición convencional por entonces) al norte magnético, lo que refleja la maestría de Nolli en el uso de la brújula para relacionarla con la topografía del lugar. En segundo lugar, siguiendo el criterio del mapa de Bufalani que representa el espacio construido en planta de manzanas y edificios mediante un relleno en negro, Nolli dibuja los espacios públicos cerrados, como la columnata de la plaza de San Pedro o la del Panteón, como espacios públicos abiertos. Y finalmente el mapa tiene una significante mejora en su exactitud, que se encuentra incluso en la representación de la asimetría de los peldaños de la escalinata de la Plaza de España (Scalinata della Trinità dei Monti). 

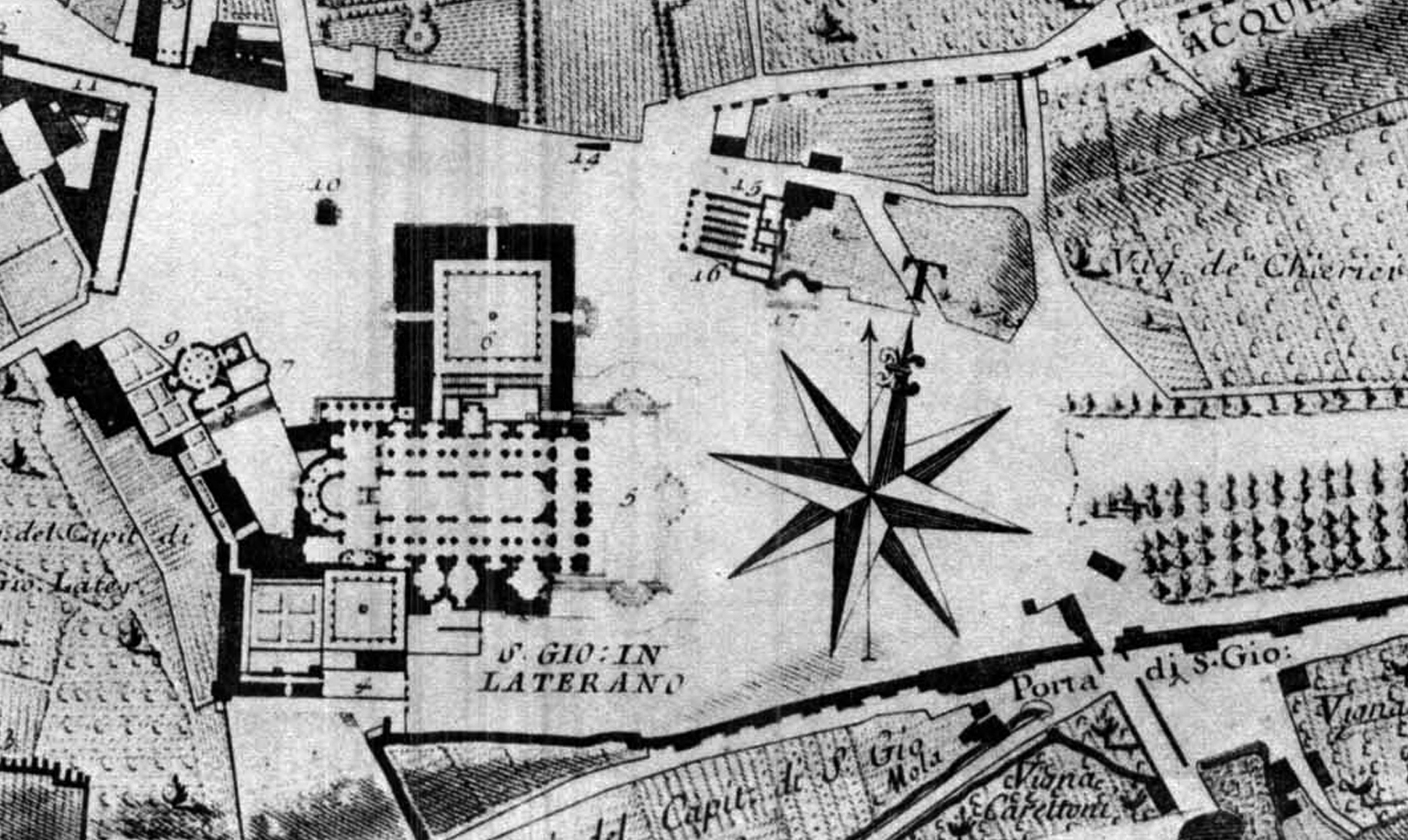
Rosa de los vientos, detalle del mapa Nolli.

El mapa dibuja la ciudad con un impresionante detalle. Nolli lo consiguió gracias a las técnicas topográficas y científicas, a unos meticulosos croquis de trabajo y a unos grabados realizados con todo detenimiento y rigor que plasmaron todos los datos.
La representación gráfica del mapa incluye no solo una escala arquitectónica precisa, sino también una importante rosa de los vientos, situada en la plaza de la iglesia de San Giovanni in Laterano, que marca tanto el norte magnético como el astronómico.
El mapa de Nolli es el plano más exacto de Roma desde la antigüedad y presenta la ciudad en pleno florecimiento barroco con todas las realizaciones culturales y artísticas del papado. El centro histórico de Roma ha cambiado poco en los últimos 250 años, lo que convierte al mapa Nolli en una de las mejores fuentes para la comprensión y conocimiento de la ciudad contemporánea.
En la segunda mitad del siglo XX apareció un renovado interés en el mapa por parte de arquitectos y urbanistas, y se suscitaron nuevas teorías urbanas que presentaban un modelo único para el estudio de todas las ciudades y sus patrones urbanos.
La gran importancia del mapa de Nolli reside tanto en su enorme significancia histórica como en el análisis que realiza de la forma urbana en un periodo de más de dos siglos, reflejado en un solo documento.
El mapa se sitúa en torno a una “vedute” de la ciudad realizada por el pintor Stefano Pozzi. Una edición a menor escala, colaboración entre Nolli y Giovanni Battista Piranesi, fue publicada en el mismo año en el que se terminó el original. Piranesi fue el encargado de llevar a cabo la impresión en la que también participó Giuseppe Vasi. 
Nolli también publicó junto a sus dos obras el plano de Bufalini como homenaje al cartógrafo del siglo XVI.

## Características del mapa de Nolli
El mapa se compone de doce exquisitas planchas de cobre grabadas de 1,76 m de ancho por 2,08 m de largo, y que se combinan formando una sola imagen.
El mapa representa unas dos mil hectáreas (20 km²) de densa ciudad edificada y el territorio que la rodea. También identifica cerca de dos mil lugares con relevancia cultural.
El mapa de Nolli es una extraordinaria realización técnica que representa un hito en el arte y la ciencia cartográfica. Tanto los estudios topográficos de finales del siglo XX como los más sofisticados satélites han confirmado el rigor y exactitud del mapa de Nolli, salvando un mínimo margen de error. El mapa Nolli a escala 1:2900, supera en exactitud a la mayoría de los planos realizados posteriormente, como es caso del Plano Topográfico de Roma publicado por la “Direzione Generale del Censo” en 1866.
El mapa no solo documenta las calles, plazas y espacios urbanos de Roma, sino que Nolli dibuja con todo detalle cientos de interiores de edificios mediante sus plantas bajas. El gran detalle de la representación del mapa garantiza la continuidad de su valor como documento histórico único, y da al observador una visión del antiguo centro metropolitano durante uno de sus más ilustres periodos.
Gracias a esta clara representación destacan los espacios públicos abiertos, que suponen un tercio de la superficie de la ciudad, y los recorridos entre iglesias, baños y mercados. Un modelo de ciudad compacta mediterránea dónde se superponen los diversos usos y se afirma la estrecha relación entre ellos.
La técnica del plano de Nolli viene directamente de la del grabado calcográfico barroco, que perfeccionó los criterios de utilización de la textura. Uno de los ejemplos más preciosistas en el uso de las variables gráficas de dibujo los encontramos en el tratado de arquitectura de Guarino Guarini, “Architettura civile” aparecido en 1734, y del que debía ser conocedor Nolli. En las plantas de Guarini siempre se utiliza el rayado unidireccional para rellenar los muros, y las líneas discontinuas y el punteado para la proyección de las bóvedas.
Este modo convencional es el que usa Nolli en su plano: raya las zonas correspondientes a las manzanas construidas, con excepción de los espacios interiores de los edificios públicos, para los que utiliza la planta baja con un relleno más oscuro, como en el plano de Bufalini de 1551. Con ello consigue manifestar la estructura volumétrico-espacial de la ciudad mostrando un espacio público barroco que no se limita a las calles y las plazas, sino en continuidad, y que se extiende a los edificios públicos y monumentales.
Una información más detallada puede encontrase en Camillo Scaccia Scarafaroni, Le piante di Roma (Roma: Librería dello Strato, 1939).